# Grabowo (Malechowo)
Grabowo (deutsch Martinshagen, auch: Alt Martinshagen) ist ein Dorf in der polnischen Woiwodschaft Westpommern. Es gehört zur Landgemeinde Malechowo (Malchow) im Kreis Sławno (Schlawe).

## Geografische Lage
Das kleine Bauerndorf Grabowo liegt 19 Kilometer südwestlich der Kreisstadt Sławno an einer Nebenstraße, die Gleźnowo (Steinort) an der Woiwodschaftsstraße 203 (Koszalin (Köslin) – Darłowo (Rügenwalde) – Ustka (Stolpmünde)) über Dobiesław (Abtshagen) und Wiekowo (Alt Wieck) mit Niemica (Nemitz) an der Landesstraße 6 (Europastraße 28) (Stettin – Danzig) verbindet. Die Entfernung zur nächsten Bahnstation Wiekowo an der Bahnstrecke Stargard Szczeciński–Gdańsk beträgt vier Kilometer.
Grabowo liegt im Tal der Grabowa (Grabow) mit ihrem weiten Urstromtal auf einem zur Wiesenniederung abfallenden Hang. Die Nachbargemeinden sind: im Westen der zur Stadt- und Landgemeinde Sianów (Zanow) gehörende Ort Dąbrowa (Damerow) und das zur Landgemeinde Darłowo (Rügenwalde) gehörige Wiekowo (Alt Wieck), im Norden Przystawy (Pirbstow), im Osten Niemica (Nemitz) und im Süden Pękanino (Panknin), die alle drei – wie Grabowo – Teil der Gmina Malechowo (Malchow) sind.

## Ortsname
Bis 1945 trug Grabowo den Namen Martinshagen, früher auch: Martenshagen. Die Bezeichnung geht wahrscheinlich auf den Gründer mit Namen Martin zurück. Dieser könnte ein hoher Geistlicher des nahegelegenen Klosters Buckow gewesen sein, vielleicht aber war es auch Martinus, der um 1274 in Stolp genannt wird und dem das fünf Kilometer entfernte Kuhtz (polnisch: Kusice) gehört haben soll.
Nach der Gründung von Neu Martinshagen (Grabówko) wurde das Dorf Alt Martinshagen genannt. Offiziell ist die Vorsilbe dann weggefallen, doch in der Umgangssprache behielt sie bis 1945 weiterhin Gültigkeit.

## Geschichte
Im Jahre 1262 schenkt der Camminer Bischof Hermann von Gleichen 40 Hufen in Martinshagen an das Kloster Buckow. In dieser Zeit dürfte auch das Dorf gegründet worden sein. 1628 wird Martenshagen im Ampt Rügenwalde mit 35 Hufen, 1 Cossäten erwähnt. 1784 hatte das Dorf: 8 Bauern, 3 Straßenkossäten, 2 Büdner, 1 Hirtenkaten, gute Viehzucht und 2 Karpfenteiche.
Im Jahre 1818 lebten in Martinshagen 137 Menschen. Die Einwohnerzahl steigt auf 263 im Jahre 1871 und sinkt bis 1939 auf 240.
Bis 1945 gehört Martinshagen mit Damerow (Dąbrowa), Panknin (Pękanino) und Zitzmin (Sieciemin) zum Amt Panknin im Landkreis Schlawe i. Pom. im Regierungsbezirk Köslin der preußischen Provinz Pommern. Alle vier Gemeinden waren außerdem zum Standesamt Panknin verbunden.
Am 6. März 1945 besetzten russische Truppen das Dorf. Im Juni 1947 übernehmen es die Polen, womit auch die Vertreibung der deutschen Bevölkerung begann. Martinshagen erhielt die polnische Bezeichnung Grabowo und gehört heute zur Gmina Malechowo (Malchow) im Powiat Sławieński der Woiwodschaft Westpommern (bis 1998: Woiwodschaft Köslin).

### Ortsgliederung vor 1945
Zur Gemeinde Martinshagen gehörten vor 1945 zwei Ortschaften:
1. Oberwende (polnisch: Uniedrożyn), zwei Gehöfte an der Straße nach Alt Wieck, zwei Kilometer nordwestlich des Dorfes,
2. Rußkuhlen (Rozkolno), ein Kilometer westlich des Dorfes, beiderseits der Straße nach Alt Wieck.

## Kirche
Die Einwohner von Martinshagen waren bis 1945 überwiegend evangelischer Konfession. Der Ort gehörte zum Kirchspiel Damerow im Kirchenkreis Rügenwalde der Kirche der Altpreußischen Union. Letzter deutscher Geistlicher war Pfarrer Hans Meinhof.
Heute ist Grabowo überwiegend katholisch. Die wenigen evangelischen Kirchenglieder werden vom Pfarramt in Koszalin (Köslin) in der Diözese Pommern-Großpolen der Evangelisch-Augsburgischen (d. h. lutherischen) Kirche in Polen betreut.

## Schule
In Martinshagen bestand bis 1945 eine eigene Schule. Das Gebäude war im 19. Jahrhundert errichtet worden und hatte einen Klassenraum und eine Lehrerwohnung. Etwa 60 Kinder besuchten zuletzt die Schule. Die Namen der letzten deutschen Schulleiter vor 1945 sind Pahlow, Jordan und Büttner.